# Agrarialia sexualis
Agrarialia sexualis là một loài ruồi trong họ Tachinidae.